# Manuel Olmedo
Manuel Olmedo Villar, né le 17 mai 1983 à Séville, est un athlète espagnol spécialiste du demi-fond.

## Carrière
Il détient un record personnel de 3 min 36 s 98 sur 1 500 m obtenu en 2010. Il a remporté la Coupe d'Europe 2008 sur 800 m et y détient un record de 1 min 45 s 13 (2007). Il a remporté une médaille d'argent aux Championnats d'Europe espoirs d'athlétisme 2005, derrière le Français Kévin Hautcœur ainsi qu'une médaille de bronze en 2003, derrière un autre Français Florent Lacasse. Il a été demi-finaliste aux Jeux olympiques 2008 sur 800 m et avait participé aux Jeux précédents.
Il remporte la médaille de bronze du 1 500 m des Championnats d'Europe d'athlétisme de 2010 à Barcelone en 3 min 43 s 54, et décroche son premier titre international majeur au début de l'année suivante en s'imposant sur 1 500 m lors des Championnats d'Europe en salle de Paris-Bercy.

### Palmarès
| Date | Compétition                       | Lieu      | Résultat | Épreuve |
| ---- | --------------------------------- | --------- | -------- | ------- |
| 2002 | Championnats du monde juniors     | Kingston  | 8e       | 800 m   |
| 2007 | Finale mondiale de l'IAAF         | Stuttgart | 6e       | 800 m   |
| 2008 | Coupe d'Europe                    | Annecy    | 1re      | 800 m   |
| 2009 | Championnats d'Europe en salle    | Turin     | 5e       | 800 m   |
| 2010 | Championnats d'Europe             | Barcelone | 3e       | 1 500 m |
| 2011 | Championnats d'Europe en salle    | Paris     | 1er      | 1 500 m |
| 2011 | Championnats d'Europe par équipes | Stockholm | 1er      | 1 500 m |
| 2011 | Championnats du monde             | Daegu     | 4e       | 1 500 m |

### Records
| Épreuve         | Performance   | Lieu    | Date             |
| --------------- | ------------- | ------- | ---------------- |
| 800 m           | 1 min 46 s 07 | Rieti   | 9 septembre 2007 |
| 800 m (salle)   | 1 min 46 s 07 | Séville | 11 février 2011  |
| 1 500 m         | 3 min 36 s 98 | Oslo    | 4 juin 2010      |
| 1 500 m (salle) | 3 min 39 s 82 | Valence | 13 février 2010  |